# Stactobia mindorica
Stactobia mindorica är en nattsländeart som beskrevs av Wolfram Mey 1995. Stactobia mindorica ingår i släktet Stactobia och familjen smånattsländor. Inga underarter finns listade i Catalogue of Life.